# Tudo ao Mesmo Tempo Agora
Tudo ao Mesmo Tempo Agora es el sexto álbum de estudio de la banda de rock brasileña Titãs, lanzado en 1991.

## Historia
De los viajes electrónicos al rock desnudo y crudo. Esto es lo que se puede decir acerca de la transición estética de los Titãs entre Õ Blésq Blom,de 1989, y este disco. Tudo ao Mesmo Tempo Agora muestra a la banda en un compromiso entre el punk rock de los Stooges y los nuevos sonidos del movimiento grunge que floreció después en Seattle. El disco es la única obra en la que los propios miembros de la banda se hicieron cargo de la producción de las pistas, poniendo fin a una exitosa asociación con el productor Liminha (considerado el "noveno Titã"). Los ocho titanes divididos entre sí el crédito de quince temas, aunque no todos habían participado en la composición de todas las canciones.
Iniciar un trabajo como "Tudo ao Mesmo Tempo Agora" era arriesgado en un momento en que los artistas de música country dominaron la industria de la música en un contexto idem recesión económica - un sello de Collor fue llamado. El álbum logró alcanzar la marca de 150 mil copias vendidas , y no fue suficiente , sufrió muchas críticas en su mano. Contribuyó a la recepción fría y amarga al contenido del trabajo de las letras, que en gran parte eran agresivos y llenos de malas palabras . Ejemplos de ello son el campo de trabajo "Saia de Mim" , firmado por Arnaldo Antunes ( "Saia de mim como um peido/Tudo o que for perfeito") , y "Isso Para Mim é Perfume" , cuya letra , según su autor , Nando Reis , es tanto acerca de la intimidad que se puede encontrar en una relación ( "Isso para mim é perfume/Suor, fedor/Isso para mim é garboso/(...)/Cheirar sua calcinha suja na menstruação/(...)/Amor, eu quero te ver cagar") . El contenido crítico considera trabajo infantil - y la ironía es que fueron los mismos que los críticos aclamaron en la escatología del álbum "Cabeça Dinossauro" de 1986.
A pesar de los contratiempos, los conciertos del grupo eran muy buenos. Buenas actuaciones seguidas en el antiguo festival Hollywood Rock en el enero de 1992, a veces en sesiones de improvisación con Paralamas do Sucesso. Sin embargo, en diciembre de 1992, durante los ensayos para el futuro álbum Titanomaquia, Arnaldo Antunes, alegando desean dedicarse a sus paralelos de trabajo, anunció su salida del grupo, en otro golpe a la banda.

## Listado de canciones
| N.º | Título                                                           | Voces principales | Duración |  |
| 1.  | «Clitóris» (Clítoris)                                            | Paulo Miklos      | 3:48     |  |
| 2.  | «O Fácil é o Certo» (El Fácil es el Cierto)                      | Sérgio Britto     | 2:13     |  |
| 3.  | «Filantrópico» (Filantrópico)                                    | Branco Mello      | 2:28     |  |
| 4.  | «Cabeça» (Cabeza)                                                | Paulo Miklos      | 2:06     |  |
| 5.  | «Já» (Ya)                                                        | Arnaldo Antunes   | 2:13     |  |
| 6.  | «Eu Vezes Eu» (Yo Veces Yo)                                      | Sérgio Britto     | 2:47     |  |
| 7.  | «Isso Para Mim é Perfume» (Eso Es Perfume Para Mí)               | Nando Reis        | 3:18     |  |
| 8.  | «Saia de Mim» (Sale de Mí)                                       | Arnaldo Antunes   | 3:10     |  |
| 9.  | «Flat – Cemitério – Apartamento» (Flat – Cementerio – Apartment) | Branco Mello      | 1:36     |  |
| 10. | «Agora» (Ahora)                                                  | Paulo Miklos      | 2:34     |  |
| 11. | «Não é Por Não Falar» (No Es Para Hablar)                        | Sérgio Britto     | 2:31     |  |
| 12. | «Obrigado» (Gracias)                                             | Nando Reis        | 1:06     |  |
| 13. | «Se Você Está Aqui» (Si Estás Aquí)                              | Nando Reis        | 2:52     |  |
| 14. | «Eu Não Sei Fazer Música» (Yo No Sé Hacer Música)                | Branco Mello      | 2:50     |  |
| 15. | «Uma Coisa de Cada Vez» (Una Cosa de Cada Vez)                   | Arnaldo Antunes   | 3:16     |  |

## Personal
- Arnaldo Antunes: guitarra adicional, voz en 5, 8 y 15, coros
- Branco Mello: voz en 3, 9 y 14, coros
- Charles Gavin: batería y percusión
- Marcelo Fromer: guitarra rítmica y solista
- Nando Reis: bajo, voz en 7, 12 y 13, coros
- Paulo Miklos: teclados adicionales, voz en 1, 4 y 10, coros
- Sérgio Britto: teclados, voz en 2, 6 y 11, coros
- Tony Belotto: guitarra solista y rítmica

- Datos: Q7851258